# Южные авиалинии
Южные авиалинии (укр. Південні Авіалінії) — ныне недействующая украинская чартерная авиакомпания, базирующаяся в городе Одесса.

## История
Авиакомпания зарегистрирована в 1999 году в Одессе. В 2000 году компания была сертифицирована Государственной службой авиации Украины. Южные Авиалинии выполняли регулярные и чартерные рейсы. В начале компания работала с 6 типами самолётов: Ан-24, Ан-30, Ан-140, Як-40, Л-410 и Ту-134.
В 2013 году Южные Авиалинии действовала как чартерная авиакомпания, специализирующаяся на обслуживании VIP-пассажиров из Одессы. Компания работала с самолётами Ан-24, Embraer Phenom 100, Saab 340B и Як-42.

## Флот
Сообщается, что по состоянию на 14 февраля 2013 года у «Южных авиалиний» было всего три самолёта (не считая Ан-24, потерянного в результате авиакатастрофы 13 февраля в Донецке), среди которых были Антонов Ан-24РВ, Embraer EMB-500, Saab 340B и Яковлев Як-42. Флот South Airlines состоял из следующих самолётов (по состоянию на декабрь 2012 г.):
| Самолет            | Количество | Заказано | Мест |
| ------------------ | ---------- | -------- | ---- |
| Ан-24              | 1          | 0        | 48   |
| Ан-148             | 0          | 6        | н/д  |
| L-410              | 1          | 0        | н/д  |
| Saab 340B          | 2          | 0        | 33   |
| Як-42Д             | 1          | 0        | 120  |
| Embraer Phenom 100 | 2          | 0        | 8    |
| Всего              | 5          | 6        |      |
|                    |            |          |      |

## Аварии и инциденты
- 13 февраля 2013 г. Рейс 8971 Южных авиалиний разбился, когда самолёт пересёк взлётно-посадочную полосу при попытке аварийной посадки в Международном аэропорту Донецка.[5][6][7]

## Галерея

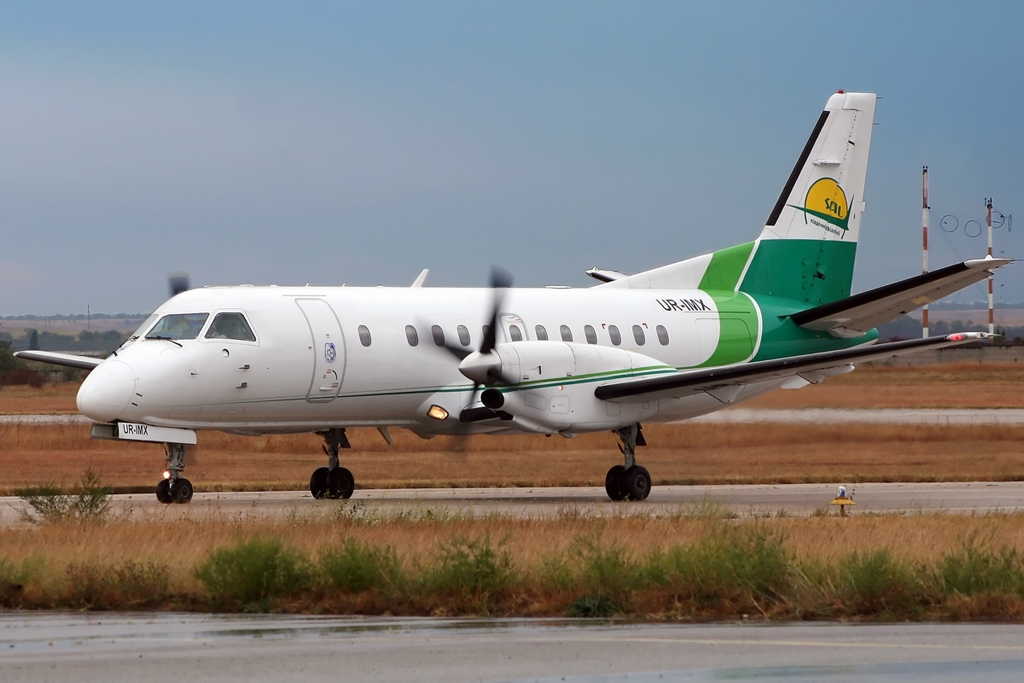
Saab 340B в Симферополе, 2008 год
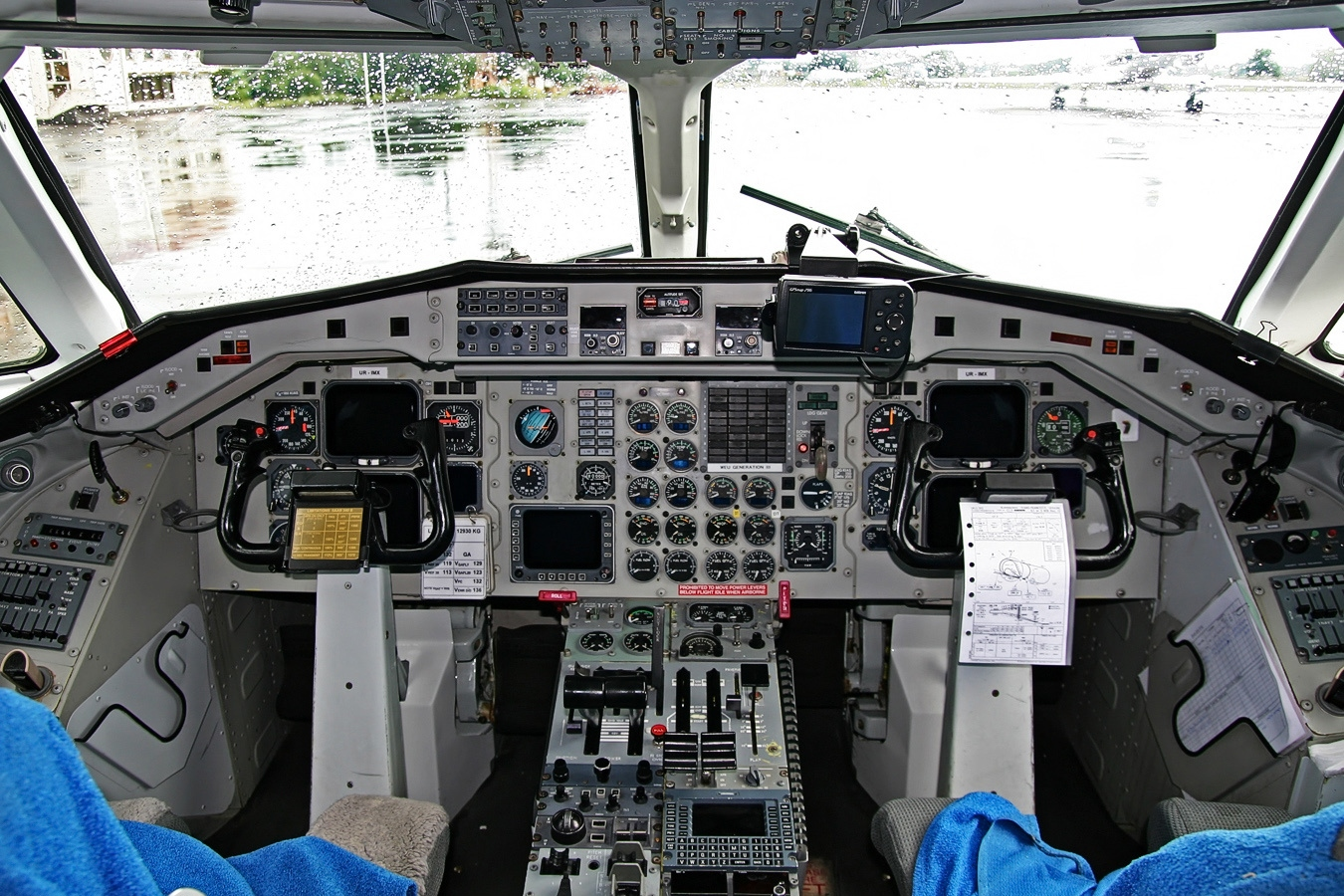
Кабина Saab 340B
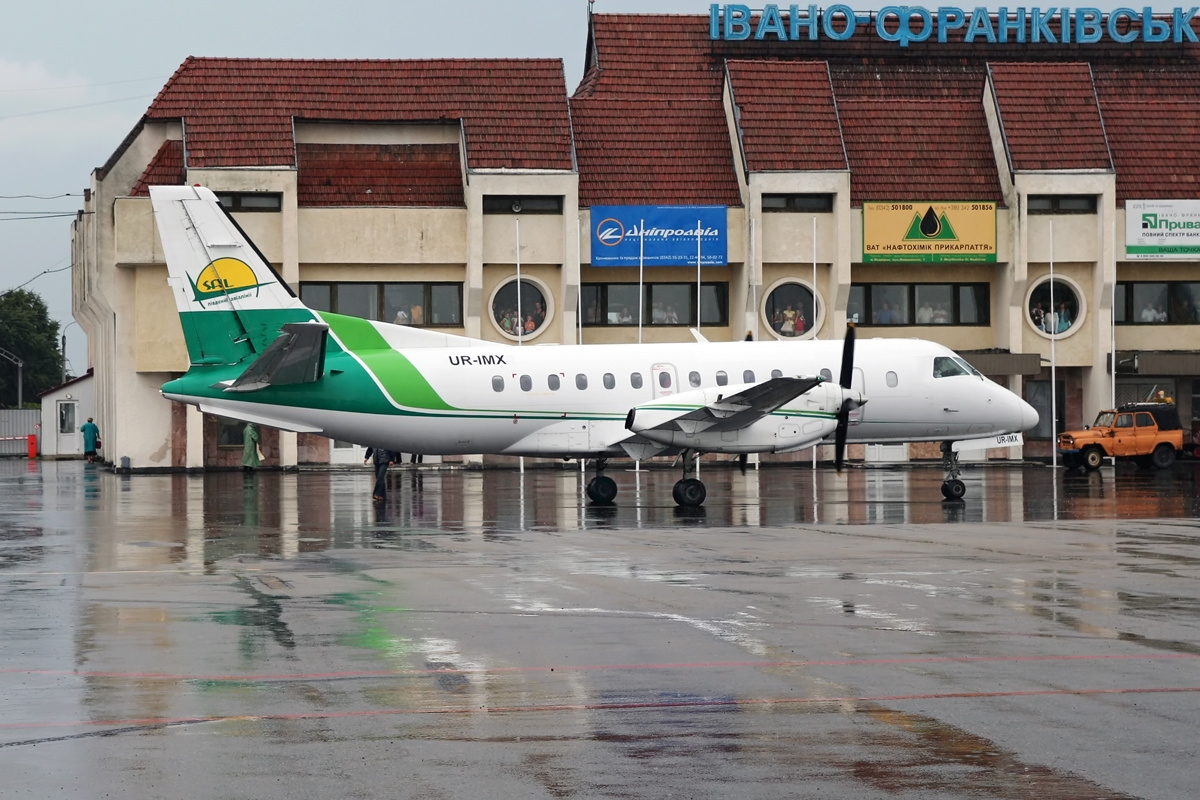
Saab 340B в Ивано-Франковске, 2008 год
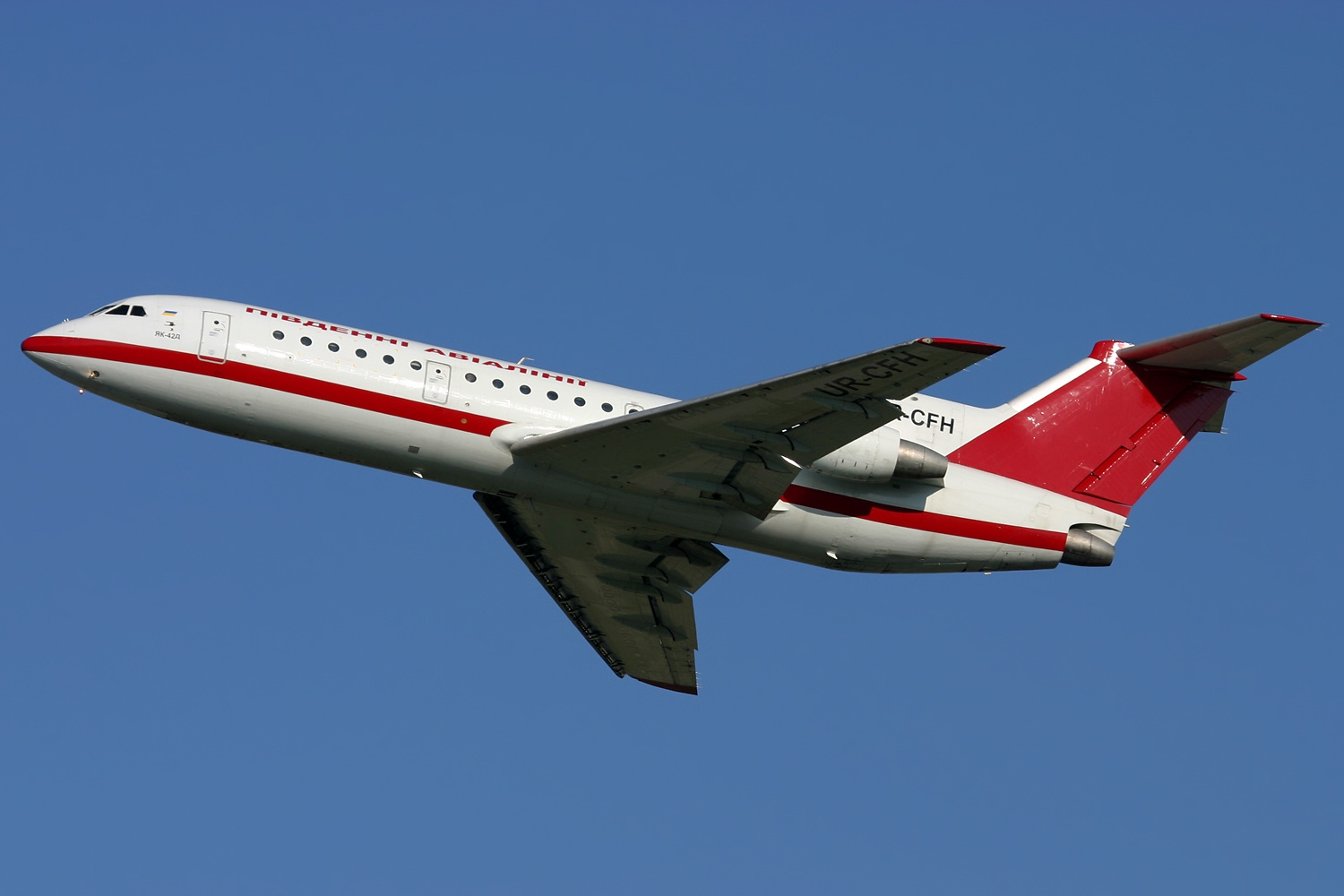
Як-42 в аэропорту Донецка